# Sergej Ignaševič
Sergej Nikolaevič Ignaševič (in russo Сергей Николаевич Игнашевич?; Mosca, 14 luglio 1979) è un allenatore di calcio ed ex calciatore russo, di ruolo difensore.
Detiene il primato di presenze in Prem'er-Liga (489) e con la nazionale russa (127).

## Caratteristiche tecniche
Giocava come difensore centrale ed era molto duro negli interventi, oltre a essere un buon battitore di punizioni.

## Carriera

### Calciatore

#### Club
Muove i primi passi da calciatore nello Spartak-Orechovo, in seconda serie, dove totalizza 17 presenze in sei mesi; nel corso della stagione, infatti, viene acquistato dal Kryl'ja Sovetov Samara, squadra della prima divisione russa, approdando così tra i grandi del calcio russo. Nella sua nuova squadra all'inizio trova qualche difficoltà poiché, essendo troppo giovane ed inesperto, viene spesso lasciato in panchina. La sua prima stagione in Prem'er-Liga si chiude con un bilancio di 6 presenze e un gol.
Nel 2000 è ancora al Kryl'ja, dove, grazie a ottime prestazioni, si appropria del posto da titolare come difensore centrale e alla fine della stagione avrà totalizzato 25 presenze e un gol.
Nel 2001 è acquistato da una delle squadre più rappresentative della Russia, la Lokomotiv Mosca. Qui resta per tre anni facendosi notare per il carisma e la forza fisica. Con la Lokomotiv Mosca ha vinto un campionato e una Supercoppa di Russia.
Nel 2003 si trasferisce al CSKA Mosca, squadra in cui ha militato sino al ritiro, avvenuto nel 2018. Con la maglia rossoblù dei Koni ha vinto sette campionati, sei coppe e otto Supercoppe di Russia. Ha esordito in UEFA Champions League nel 2004-2005, ma con il CSKA non è andato oltre il primo turno, retrocedendo in Coppa UEFA 2004-2005, competizione che ha vinto nella finale di Lisbona contro i padroni di casa dello Sporting.
Dopo Igor' Akinfeev è il secondo calciatore più presente nella storia del CSKA Mosca, con 541 presenze e 46 gol segnati.

#### Nazionale
Esordisce in nazionale maggiore nell'agosto del 2002 contro la Svezia. Va a segno tre volte nelle qualificazioni al campionato d'Europa 2004, ma salta la fase finale del torneo in Portogallo per infortunio.
È capitano della squadra che gioca il campionato europeo del 2008 in Svizzera e Austria.
L'8 giugno 2012 esordisce da titolare al campionato europeo nella partita contro la Repubblica Ceca (vinta dalla Russia per 4-1). Gioca da titolare tutte le partite della squadra, che arriva in semifinale.
Partecipa anche al campionato del mondo 2014, dove contro l'Algeria, nella terza partita del girone (1-1), ottiene la centesima presenza in nazionale, secondo russo a riuscirci dopo Viktor Onopko.
Convocato per il campionato europeo del 2016 in Francia, disputa da titolare tutte e tre le partite giocate dalla Russia, eliminata dopo la fase a gironi.
Dopo aver annunciato il proprio ritiro dalla nazionale, è convocato per il campionato del mondo di Russia 2018 in sostituzione dell'infortunato Ruslan Kambolov. Gioca da titolare tutte e cinque le partite della Russia nel torneo, senza mai essere sostituito, e va a segno nella vittoriosa serie dei tiri di rigore contro la Spagna, agli ottavi di finale, riscattando così l'autogol con cui aveva dato il vantaggio agli iberici. Ai quarti la Russia pareggia 2-2 contro la Croazia; si va quindi ai rigori, dove Ignašević mette a segno nuovamente il proprio tiro, ma questo volta sono i russi a venire eliminati. Al termine del mondiale conferma il proprio ritiro dal calcio giocato, che aveva preannunciato prima della competizione. Nella manifestazione è diventato il giocatore russo più anziano sceso in campo nella fase finale di un mondiale, oltre che il giocatore (in assoluto) più anziano ad avere segnato un'autorete in un campionato mondiale.

### Allenatore
Da allenatore inizia guidando la formazione Allievi del CSKA Mosca.
Il 4 giugno 2019 gli viene affidata la guida tecnica della Torpedo Mosca, neo-promossa nella PFN Ligi, la seconda divisione russa.

## Statistiche

### Presenze e reti nei club
Statistiche aggiornate al 13 maggio 2018.
| Stagione               | Squadra                | Campionato             | Campionato | Campionato | Coppe nazionali | Coppe nazionali | Coppe nazionali | Coppe continentali | Coppe continentali | Coppe continentali | Altre coppe | Altre coppe | Altre coppe | Totale | Totale |
| Stagione               | Squadra                | Comp                   | Pres       | Reti       | Comp            | Pres            | Reti            | Comp               | Pres               | Reti               | Comp        | Pres        | Reti        | Pres   | Reti   |
| ---------------------- | ---------------------- | ---------------------- | ---------- | ---------- | --------------- | --------------- | --------------- | ------------------ | ------------------ | ------------------ | ----------- | ----------- | ----------- | ------ | ------ |
| gen.-giu. 1999         | Spartak-Orechovo       | PD                     | 17         | 0          | KR              | 1               | 0               | -                  | -                  | -                  | -           | -           | -           | 18     | 0      |
| 1999                   | Kryl'ja Sovetov        | PL                     | 6          | 1          | KR              | 1               | 0               | -                  | -                  | -                  | -           | -           | -           | 7      | 1      |
| 2000                   | Kryl'ja Sovetov        | PL                     | 25         | 1          | KR              | 2               | 0               | -                  | -                  | -                  | -           | -           | -           | 27     | 1      |
| Totale Kryl'ja Sovetov | Totale Kryl'ja Sovetov | Totale Kryl'ja Sovetov | 31         | 2          |                 | 3               | 0               |                    | -                  | -                  |             | -           | -           | 34     | 2      |
| 2001                   | Lokomotiv Mosca        | PL                     | 22         | 0          | KR              | 2               | 0               | UCL+CU             | 7+2                | 1+0                | -           | -           | -           | 33     | 1      |
| 2002                   | Lokomotiv Mosca        | PL                     | 29         | 1          | KR              | 0               | 0               | UCL                | 14                 | 2                  | -           | -           | -           | 43     | 3      |
| 2003                   | Lokomotiv Mosca        | PL                     | 25         | 3          | KR              | 1               | 0               | UCL                | 8                  | 2                  | SR          | 1           | 0           | 36     | 5      |
| Totale Lokomotiv Mosca | Totale Lokomotiv Mosca | Totale Lokomotiv Mosca | 76         | 4          |                 | 3               | 0               |                    | 31                 | 5                  |             | 1           | 0           | 111    | 9      |
| 2004                   | CSKA Mosca             | PL                     | 22         | 1          | KR              | 2               | 0               | UCL+CU             | 7+9                | 0+2                | SR          | 1           | 0           | 41     | 3      |
| 2005                   | CSKA Mosca             | PL                     | 22         | 5          | KR              | 6               | 0               | CU                 | 6                  | 0                  | SU          | 1           | 0           | 35     | 5      |
| 2006                   | CSKA Mosca             | PL                     | 26         | 2          | KR              | 6               | 1               | UCL+CU             | 6+2                | 0                  | SR          | 1           | 0           | 41     | 3      |
| 2007                   | CSKA Mosca             | PL                     | 26         | 3          | KR              | 5               | 0               | UCL                | 5                  | 0                  | SR          | 1           | 1           | 37     | 4      |
| 2008                   | CSKA Mosca             | PL                     | 28         | 4          | KR              | 2               | 1               | CU                 | 10                 | 0                  | -           | -           | -           | 40     | 5      |
| 2009                   | CSKA Mosca             | PL                     | 29         | 3          | KR              | 4               | 0               | UCL                | 9                  | 0                  | SR          | 1           | 0           | 44     | 3      |
| 2010                   | CSKA Mosca             | PL                     | 28         | 2          | KR              | 1               | 0               | UEL                | 10                 | 2                  | SR          | 1           | 0           | 40     | 4      |
| 2011-2012              | CSKA Mosca             | PL                     | 38         | 5          | KR              | 4               | 2               | UCL                | 8                  | 0                  | SR          | 1           | 0           | 51     | 7      |
| 2012-2013              | CSKA Mosca             | PL                     | 28         | 0          | KR              | 3               | 0               | UEL                | 2                  | 0                  | -           | -           | -           | 33     | 0      |
| 2013-2014              | CSKA Mosca             | PL                     | 30         | 2          | KR              | 1               | 0               | UCL                | 6                  | 0                  | SR          | 1           | 1           | 38     | 3      |
| 2014-2015              | CSKA Mosca             | PL                     | 30         | 0          | KR              | 2               | 0               | UCL                | 6                  | 0                  | SR          | 1           | 0           | 39     | 0      |
| 2015-2016              | CSKA Mosca             | PL                     | 25         | 3          | KR              | 3               | 0               | UCL                | 10                 | 1                  | -           | -           | -           | 38     | 4      |
| 2016-2017              | CSKA Mosca             | PL                     | 24         | 4          | KR              | 0               | 0               | UCL                | 4                  | 0                  | SR          | 1           | 0           | 29     | 4      |
| 2017-2018              | CSKA Mosca             | PL                     | 25         | 1          | KR              | 0               | 0               | UCL+UEL            | 6+5                | 0                  | -           | -           | -           | 36     | 1      |
| Totale CSKA Mosca      | Totale CSKA Mosca      | Totale CSKA Mosca      | 381        | 35         |                 | 39              | 4               |                    | 111                | 5                  |             | 10          | 2           | 541    | 46     |
| Totale carriera        | Totale carriera        | Totale carriera        | 505        | 42         |                 | 46              | 4               |                    | 142                | 10                 |             | 11          | 2           | 704    | 58     |

### Cronologia presenze e reti in nazionale
| Cronologia completa delle presenze e delle reti in nazionale ― Russia | Cronologia completa delle presenze e delle reti in nazionale ― Russia | Cronologia completa delle presenze e delle reti in nazionale ― Russia | Cronologia completa delle presenze e delle reti in nazionale ― Russia | Cronologia completa delle presenze e delle reti in nazionale ― Russia | Cronologia completa delle presenze e delle reti in nazionale ― Russia | Cronologia completa delle presenze e delle reti in nazionale ― Russia | Cronologia completa delle presenze e delle reti in nazionale ― Russia |
| Data                                                                  | Città                                                                 | In casa                                                               | Risultato                                                             | Ospiti                                                                | Competizione                                                          | Reti                                                                  | Note                                                                  |
| --------------------------------------------------------------------- | --------------------------------------------------------------------- | --------------------------------------------------------------------- | --------------------------------------------------------------------- | --------------------------------------------------------------------- | --------------------------------------------------------------------- | --------------------------------------------------------------------- | --------------------------------------------------------------------- |
| 21-8-2002                                                             | Mosca                                                                 | Russia                                                                | 1 – 1                                                                 | Svezia                                                                | Amichevole                                                            | -                                                                     | 71’                                                                   |
| 7-9-2002                                                              | Mosca                                                                 | Russia                                                                | 4 – 2                                                                 | Irlanda                                                               | Qual. Euro 2004                                                       | -                                                                     |                                                                       |
| 16-10-2002                                                            | Volgograd                                                             | Russia                                                                | 4 – 1                                                                 | Albania                                                               | Qual. Euro 2004                                                       | -                                                                     |                                                                       |
| 29-3-2003                                                             | Scutari                                                               | Albania                                                               | 3 – 1                                                                 | Russia                                                                | Qual. Euro 2004                                                       | -                                                                     |                                                                       |
| 30-4-2003                                                             | Tbilisi                                                               | Georgia                                                               | 1 – 0                                                                 | Russia                                                                | Qual. Euro 2004                                                       | -                                                                     | 14’                                                                   |
| 7-6-2003                                                              | Basilea                                                               | Svizzera                                                              | 2 – 2                                                                 | Russia                                                                | Qual. Euro 2004                                                       | 2                                                                     |                                                                       |
| 20-8-2003                                                             | Mosca                                                                 | Russia                                                                | 1 – 2                                                                 | Israele                                                               | Amichevole                                                            | -                                                                     |                                                                       |
| 6-9-2003                                                              | Dublino                                                               | Irlanda                                                               | 1 – 1                                                                 | Russia                                                                | Qual. Euro 2004                                                       | 1                                                                     | 64’                                                                   |
| 10-9-2003                                                             | Mosca                                                                 | Russia                                                                | 4 – 1                                                                 | Svizzera                                                              | Qual. Euro 2004                                                       | -                                                                     |                                                                       |
| 11-10-2003                                                            | Mosca                                                                 | Russia                                                                | 3 – 1                                                                 | Georgia                                                               | Qual. Euro 2004                                                       | -                                                                     |                                                                       |
| 15-11-2003                                                            | Mosca                                                                 | Russia                                                                | 0 – 0                                                                 | Galles                                                                | Qual. Euro 2004                                                       | -                                                                     |                                                                       |
| 19-11-2003                                                            | Cardiff                                                               | Galles                                                                | 0 – 1                                                                 | Russia                                                                | Qual. Euro 2004                                                       | -                                                                     |                                                                       |
| 31-3-2004                                                             | Sofia                                                                 | Bulgaria                                                              | 2 – 2                                                                 | Russia                                                                | Amichevole                                                            | -                                                                     |                                                                       |
| 28-4-2004                                                             | Oslo                                                                  | Norvegia                                                              | 3 – 2                                                                 | Russia                                                                | Amichevole                                                            | -                                                                     | 46’                                                                   |
| 9-10-2004                                                             | Lussemburgo                                                           | Lussemburgo                                                           | 0 – 4                                                                 | Russia                                                                | Qual. Mondiali 2006                                                   | -                                                                     |                                                                       |
| 13-10-2004                                                            | Lisbona                                                               | Portogallo                                                            | 7 – 1                                                                 | Russia                                                                | Qual. Mondiali 2006                                                   | -                                                                     |                                                                       |
| 26-3-2005                                                             | Vaduz                                                                 | Liechtenstein                                                         | 1 – 2                                                                 | Russia                                                                | Qual. Mondiali 2006                                                   | -                                                                     |                                                                       |
| 30-3-2005                                                             | Tallinn                                                               | Estonia                                                               | 1 – 1                                                                 | Russia                                                                | Qual. Mondiali 2006                                                   | -                                                                     |                                                                       |
| 17-8-2005                                                             | Riga                                                                  | Lettonia                                                              | 1 – 1                                                                 | Russia                                                                | Qual. Mondiali 2006                                                   | -                                                                     |                                                                       |
| 3-9-2005                                                              | Mosca                                                                 | Russia                                                                | 2 – 0                                                                 | Liechtenstein                                                         | Qual. Mondiali 2006                                                   | -                                                                     |                                                                       |
| 7-9-2005                                                              | Mosca                                                                 | Russia                                                                | 0 – 0                                                                 | Portogallo                                                            | Qual. Mondiali 2006                                                   | -                                                                     |                                                                       |
| 1-3-2006                                                              | Mosca                                                                 | Russia                                                                | 0 – 1                                                                 | Brasile                                                               | Amichevole                                                            | -                                                                     |                                                                       |
| 27-5-2006                                                             | Albacete                                                              | Spagna                                                                | 0 – 0                                                                 | Russia                                                                | Amichevole                                                            | -                                                                     |                                                                       |
| 16-8-2006                                                             | Mosca                                                                 | Russia                                                                | 1 – 0                                                                 | Lettonia                                                              | Amichevole                                                            | -                                                                     |                                                                       |
| 6-9-2006                                                              | Mosca                                                                 | Russia                                                                | 0 – 0                                                                 | Croazia                                                               | Qual. Euro 2008                                                       | -                                                                     |                                                                       |
| 7-10-2006                                                             | Mosca                                                                 | Russia                                                                | 1 – 1                                                                 | Israele                                                               | Qual. Euro 2008                                                       | -                                                                     |                                                                       |
| 11-10-2006                                                            | San Pietroburgo                                                       | Russia                                                                | 2 – 0                                                                 | Estonia                                                               | Qual. Euro 2008                                                       | -                                                                     |                                                                       |
| 24-3-2007                                                             | Tallinn                                                               | Estonia                                                               | 0 – 2                                                                 | Russia                                                                | Qual. Euro 2008                                                       | -                                                                     |                                                                       |
| 2-6-2007                                                              | San Pietroburgo                                                       | Russia                                                                | 4 – 0                                                                 | Andorra                                                               | Qual. Euro 2008                                                       | -                                                                     |                                                                       |
| 6-6-2007                                                              | Zagabria                                                              | Croazia                                                               | 0 – 0                                                                 | Russia                                                                | Qual. Euro 2008                                                       | -                                                                     |                                                                       |
| 8-9-2007                                                              | Mosca                                                                 | Russia                                                                | 3 – 0                                                                 | Macedonia                                                             | Qual. Euro 2008                                                       | -                                                                     |                                                                       |
| 12-9-2007                                                             | Londra                                                                | Inghilterra                                                           | 3 – 0                                                                 | Russia                                                                | Qual. Euro 2008                                                       | -                                                                     |                                                                       |
| 17-10-2007                                                            | Mosca                                                                 | Russia                                                                | 2 – 1                                                                 | Inghilterra                                                           | Qual. Euro 2008                                                       | -                                                                     |                                                                       |
| 17-11-2007                                                            | Tel Aviv                                                              | Israele                                                               | 2 – 1                                                                 | Russia                                                                | Qual. Euro 2008                                                       | -                                                                     |                                                                       |
| 26-3-2008                                                             | Bucarest                                                              | Romania                                                               | 3 – 0                                                                 | Russia                                                                | Amichevole                                                            | -                                                                     |                                                                       |
| 23-5-2008                                                             | Mosca                                                                 | Russia                                                                | 6 – 0                                                                 | Kazakistan                                                            | Amichevole                                                            | -                                                                     | 62’                                                                   |
| 4-6-2008                                                              | Burghausen                                                            | Russia                                                                | 4 – 1                                                                 | Lituania                                                              | Amichevole                                                            | -                                                                     |                                                                       |
| 14-6-2008                                                             | Salisburgo                                                            | Grecia                                                                | 0 – 1                                                                 | Russia                                                                | Euro 2008 - 1º turno                                                  | -                                                                     |                                                                       |
| 18-6-2008                                                             | Innsbruck                                                             | Russia                                                                | 2 – 0                                                                 | Svezia                                                                | Euro 2008 - 1º turno                                                  | -                                                                     |                                                                       |
| 21-6-2008                                                             | Basilea                                                               | Paesi Bassi                                                           | 1 – 3 dts                                                             | Russia                                                                | Euro 2008 - 1º turno                                                  | -                                                                     |                                                                       |
| 26-6-2008                                                             | Vienna                                                                | Spagna                                                                | 3 – 0                                                                 | Russia                                                                | Euro 2008 - Semifinale                                                | -                                                                     |                                                                       |
| 20-8-2008                                                             | Mosca                                                                 | Russia                                                                | 1 – 1                                                                 | Paesi Bassi                                                           | Amichevole                                                            | -                                                                     |                                                                       |
| 10-9-2008                                                             | Mosca                                                                 | Russia                                                                | 2 – 1                                                                 | Galles                                                                | Qual. Mondiali 2010                                                   | -                                                                     |                                                                       |
| 11-10-2008                                                            | Dortmund                                                              | Germania                                                              | 2 – 1                                                                 | Russia                                                                | Qual. Mondiali 2010                                                   | -                                                                     |                                                                       |
| 15-10-2008                                                            | Mosca                                                                 | Russia                                                                | 3 – 0                                                                 | Finlandia                                                             | Qual. Mondiali 2010                                                   | -                                                                     |                                                                       |
| 28-3-2009                                                             | Mosca                                                                 | Russia                                                                | 2 – 0                                                                 | Azerbaigian                                                           | Qual. Mondiali 2010                                                   | -                                                                     |                                                                       |
| 1-4-2009                                                              | Vaduz                                                                 | Liechtenstein                                                         | 0 – 1                                                                 | Russia                                                                | Qual. Mondiali 2010                                                   | -                                                                     |                                                                       |
| 10-6-2009                                                             | Helsinki                                                              | Finlandia                                                             | 0 – 3                                                                 | Russia                                                                | Qual. Mondiali 2010                                                   | -                                                                     |                                                                       |
| 12-8-2009                                                             | Mosca                                                                 | Russia                                                                | 2 – 3                                                                 | Argentina                                                             | Amichevole                                                            | -                                                                     |                                                                       |
| 5-9-2009                                                              | San Pietroburgo                                                       | Russia                                                                | 3 – 0                                                                 | Liechtenstein                                                         | Qual. Mondiali 2010                                                   | -                                                                     |                                                                       |
| 9-9-2009                                                              | Cardiff                                                               | Galles                                                                | 1 – 3                                                                 | Russia                                                                | Qual. Mondiali 2010                                                   | -                                                                     |                                                                       |
| 10-10-2009                                                            | Mosca                                                                 | Russia                                                                | 0 – 1                                                                 | Germania                                                              | Qual. Mondiali 2010                                                   | -                                                                     |                                                                       |
| 14-10-2009                                                            | Baku                                                                  | Azerbaigian                                                           | 1 – 1                                                                 | Russia                                                                | Qual. Mondiali 2010                                                   | -                                                                     |                                                                       |
| 14-11-2009                                                            | Mosca                                                                 | Russia                                                                | 2 – 1                                                                 | Slovenia                                                              | Qual. Mondiali 2010                                                   | -                                                                     |                                                                       |
| 18-11-2009                                                            | Maribor                                                               | Slovenia                                                              | 1 – 0                                                                 | Russia                                                                | Qual. Mondiali 2010                                                   | -                                                                     |                                                                       |
| 3-3-2010                                                              | Budapest                                                              | Ungheria                                                              | 1 – 1                                                                 | Russia                                                                | Amichevole                                                            | -                                                                     |                                                                       |
| 11-8-2010                                                             | San Pietroburgo                                                       | Russia                                                                | 1 – 0                                                                 | Bulgaria                                                              | Amichevole                                                            | -                                                                     |                                                                       |
| 3-9-2010                                                              | Andorra la Vella                                                      | Andorra                                                               | 0 – 2                                                                 | Russia                                                                | Qual. Euro 2012                                                       | -                                                                     |                                                                       |
| 7-9-2010                                                              | Mosca                                                                 | Russia                                                                | 0 – 1                                                                 | Slovacchia                                                            | Qual. Euro 2012                                                       | -                                                                     | 81’                                                                   |
| 8-10-2010                                                             | Dublino                                                               | Irlanda                                                               | 2 – 3                                                                 | Russia                                                                | Qual. Euro 2012                                                       | -                                                                     |                                                                       |
| 12-10-2010                                                            | Skopje                                                                | Macedonia                                                             | 0 – 1                                                                 | Russia                                                                | Qual. Euro 2012                                                       | -                                                                     | 72’                                                                   |
| 17-11-2010                                                            | Voronež                                                               | Russia                                                                | 0 – 2                                                                 | Belgio                                                                | Amichevole                                                            | -                                                                     | 63’                                                                   |
| 9-2-2011                                                              | Abu Dhabi                                                             | Iran                                                                  | 1 – 0                                                                 | Russia                                                                | Amichevole                                                            | -                                                                     |                                                                       |
| 26-3-2011                                                             | Erevan                                                                | Armenia                                                               | 0 – 0                                                                 | Russia                                                                | Qual. Euro 2012                                                       | -                                                                     |                                                                       |
| 29-3-2011                                                             | Doha                                                                  | Qatar                                                                 | 1 – 1                                                                 | Russia                                                                | Amichevole                                                            | -                                                                     | 46’                                                                   |
| 4-6-2011                                                              | San Pietroburgo                                                       | Russia                                                                | 3 – 1                                                                 | Armenia                                                               | Qual. Euro 2012                                                       | -                                                                     | 37’                                                                   |
| 10-8-2011                                                             | Mosca                                                                 | Russia                                                                | 1 – 0                                                                 | Serbia                                                                | Amichevole                                                            | -                                                                     | 68’                                                                   |
| 6-9-2011                                                              | Mosca                                                                 | Russia                                                                | 0 – 0                                                                 | Irlanda                                                               | Qual. Euro 2012                                                       | -                                                                     |                                                                       |
| 7-10-2011                                                             | Žilina                                                                | Slovacchia                                                            | 0 – 1                                                                 | Russia                                                                | Qual. Euro 2012                                                       | -                                                                     |                                                                       |
| 11-10-2011                                                            | Mosca                                                                 | Russia                                                                | 6 – 0                                                                 | Andorra                                                               | Qual. Euro 2012                                                       | 1                                                                     |                                                                       |
| 11-11-2011                                                            | Il Pireo                                                              | Grecia                                                                | 1 – 1                                                                 | Russia                                                                | Amichevole                                                            | -                                                                     |                                                                       |
| 29-2-2012                                                             | Copenaghen                                                            | Danimarca                                                             | 0 – 2                                                                 | Russia                                                                | Amichevole                                                            | -                                                                     |                                                                       |
| 25-5-2012                                                             | Mosca                                                                 | Russia                                                                | 1 – 1                                                                 | Uruguay                                                               | Amichevole                                                            | -                                                                     |                                                                       |
| 29-5-2012                                                             | Nyon                                                                  | Lituania                                                              | 0 – 0                                                                 | Russia                                                                | Amichevole                                                            | -                                                                     |                                                                       |
| 1-6-2012                                                              | Zurigo                                                                | Russia                                                                | 3 – 0                                                                 | Italia                                                                | Amichevole                                                            | -                                                                     |                                                                       |
| 8-6-2012                                                              | Cracovia                                                              | Russia                                                                | 4 – 1                                                                 | Rep. Ceca                                                             | Euro 2012 - 1º turno                                                  | -                                                                     |                                                                       |
| 12-6-2012                                                             | Varsavia                                                              | Polonia                                                               | 1 – 1                                                                 | Russia                                                                | Euro 2012 - 1º turno                                                  | -                                                                     |                                                                       |
| 16-6-2012                                                             | Varsavia                                                              | Grecia                                                                | 1 – 0                                                                 | Russia                                                                | Euro 2012 - 1º turno                                                  | -                                                                     |                                                                       |
| 15-8-2012                                                             | Mosca                                                                 | Russia                                                                | 1 – 1                                                                 | Costa d'Avorio                                                        | Amichevole                                                            | -                                                                     |                                                                       |
| 7-9-2012                                                              | Mosca                                                                 | Russia                                                                | 2 – 0                                                                 | Irlanda del Nord                                                      | Qual. Mondiali 2014                                                   | -                                                                     |                                                                       |
| 11-9-2012                                                             | Gerusalemme                                                           | Israele                                                               | 0 – 4                                                                 | Russia                                                                | Qual. Mondiali 2014                                                   | -                                                                     | 60’                                                                   |
| 12-10-2012                                                            | Mosca                                                                 | Russia                                                                | 1 – 0                                                                 | Portogallo                                                            | Qual. Mondiali 2014                                                   | -                                                                     |                                                                       |
| 16-10-2012                                                            | Mosca                                                                 | Russia                                                                | 1 – 0                                                                 | Azerbaigian                                                           | Qual. Mondiali 2014                                                   | -                                                                     |                                                                       |
| 14-11-2012                                                            | Krasnodar                                                             | Russia                                                                | 2 – 2                                                                 | Stati Uniti                                                           | Amichevole                                                            | -                                                                     |                                                                       |
| 6-2-2013                                                              | Marbella                                                              | Russia                                                                | 2 – 0                                                                 | Islanda                                                               | Amichevole                                                            | -                                                                     |                                                                       |
| 25-3-2013                                                             | Londra                                                                | Brasile                                                               | 1 – 1                                                                 | Russia                                                                | Amichevole                                                            | -                                                                     |                                                                       |
| 7-6-2013                                                              | Lisbona                                                               | Portogallo                                                            | 1 – 0                                                                 | Russia                                                                | Qual. Mondiali 2014                                                   | -                                                                     |                                                                       |
| 14-8-2013                                                             | Belfast                                                               | Irlanda del Nord                                                      | 1 – 0                                                                 | Russia                                                                | Qual. Mondiali 2014                                                   | -                                                                     |                                                                       |
| 6-9-2013                                                              | Kazan'                                                                | Russia                                                                | 4 – 1                                                                 | Lussemburgo                                                           | Qual. Mondiali 2014                                                   | -                                                                     |                                                                       |
| 10-9-2013                                                             | San Pietroburgo                                                       | Russia                                                                | 3 – 1                                                                 | Israele                                                               | Qual. Mondiali 2014                                                   | -                                                                     | 39’                                                                   |
| 15-10-2013                                                            | Baku                                                                  | Azerbaigian                                                           | 1 – 1                                                                 | Russia                                                                | Qual. Mondiali 2014                                                   | -                                                                     |                                                                       |
| 15-11-2013                                                            | Dubai                                                                 | Serbia                                                                | 1 – 1                                                                 | Russia                                                                | Amichevole                                                            | -                                                                     |                                                                       |
| 19-11-2013                                                            | Dubai                                                                 | Russia                                                                | 2 – 1                                                                 | Corea del Sud                                                         | Amichevole                                                            | -                                                                     |                                                                       |
| 5-3-2014                                                              | Krasnodar                                                             | Russia                                                                | 2 – 0                                                                 | Armenia                                                               | Amichevole                                                            | -                                                                     |                                                                       |
| 26-5-2014                                                             | San Pietroburgo                                                       | Russia                                                                | 1 – 0                                                                 | Nigeria                                                               | Amichevole                                                            | -                                                                     |                                                                       |
| 31-5-2014                                                             | Oslo                                                                  | Norvegia                                                              | 1 – 1                                                                 | Russia                                                                | Amichevole                                                            | -                                                                     |                                                                       |
| 6-6-2014                                                              | Mosca                                                                 | Russia                                                                | 2 – 0                                                                 | Marocco                                                               | Amichevole                                                            | -                                                                     | 46’                                                                   |
| 17-6-2014                                                             | Cuiabá                                                                | Corea del Sud                                                         | 1 – 1                                                                 | Russia                                                                | Mondiali 2014 - 1º turno                                              | -                                                                     |                                                                       |
| 22-6-2014                                                             | Rio de Janeiro                                                        | Belgio                                                                | 1 – 0                                                                 | Russia                                                                | Mondiali 2014 - 1º turno                                              | -                                                                     |                                                                       |
| 26-6-2014                                                             | Curitiba                                                              | Russia                                                                | 1 – 1                                                                 | Algeria                                                               | Mondiali 2014 - 1º turno                                              | -                                                                     |                                                                       |
| 3-9-2014                                                              | Chimki                                                                | Russia                                                                | 4 – 0                                                                 | Azerbaigian                                                           | Amichevole                                                            | 1                                                                     | 46’                                                                   |
| 8-9-2014                                                              | Chimki                                                                | Russia                                                                | 4 – 0                                                                 | Liechtenstein                                                         | Qual. Euro 2016                                                       | -                                                                     |                                                                       |
| 9-10-2014                                                             | Stoccolma                                                             | Svezia                                                                | 1 – 1                                                                 | Russia                                                                | Qual. Euro 2016                                                       | -                                                                     |                                                                       |
| 12-10-2014                                                            | San Pietroburgo                                                       | Russia                                                                | 1 – 1                                                                 | Moldavia                                                              | Qual. Euro 2016                                                       | -                                                                     |                                                                       |
| 15-11-2014                                                            | Vienna                                                                | Austria                                                               | 1 – 0                                                                 | Russia                                                                | Qual. Euro 2016                                                       | -                                                                     |                                                                       |
| 18-11-2014                                                            | Budapest                                                              | Ungheria                                                              | 1 – 2                                                                 | Russia                                                                | Amichevole                                                            | 1                                                                     | 46’                                                                   |
| 27-3-2015                                                             | Podgorica                                                             | Montenegro                                                            | 0 – 3 tav                                                             | Russia                                                                | Qual. Euro 2016                                                       | -                                                                     |                                                                       |
| 7-6-2015                                                              | Mosca                                                                 | Russia                                                                | 4 – 2                                                                 | Bielorussia                                                           | Amichevole                                                            | -                                                                     |                                                                       |
| 5-9-2015                                                              | Mosca                                                                 | Russia                                                                | 1 – 0                                                                 | Svezia                                                                | Qual. Euro 2016                                                       | -                                                                     |                                                                       |
| 8-9-2015                                                              | Vaduz                                                                 | Liechtenstein                                                         | 0 – 7                                                                 | Russia                                                                | Qual. Euro 2016                                                       | -                                                                     |                                                                       |
| 9-10-2015                                                             | Chișinău                                                              | Moldavia                                                              | 1 – 2                                                                 | Russia                                                                | Qual. Euro 2016                                                       | 1                                                                     |                                                                       |
| 12-10-2015                                                            | Mosca                                                                 | Russia                                                                | 2 – 0                                                                 | Montenegro                                                            | Qual. Euro 2016                                                       | -                                                                     |                                                                       |
| 14-11-2015                                                            | Krasnodar                                                             | Russia                                                                | 1 – 0                                                                 | Portogallo                                                            | Amichevole                                                            | -                                                                     |                                                                       |
| 17-11-2015                                                            | Spalato                                                               | Croazia                                                               | 3 – 1                                                                 | Russia                                                                | Amichevole                                                            | -                                                                     | Record di presenze 89’                                                |
| 26-3-2016                                                             | Mosca                                                                 | Russia                                                                | 3 – 0                                                                 | Lituania                                                              | Amichevole                                                            | -                                                                     | cap.                                                                  |
| 1-6-2016                                                              | Innsbruck                                                             | Rep. Ceca                                                             | 2 – 1                                                                 | Russia                                                                | Amichevole                                                            | -                                                                     |                                                                       |
| 5-6-2016                                                              | Monaco                                                                | Serbia                                                                | 1 – 1                                                                 | Russia                                                                | Amichevole                                                            | -                                                                     |                                                                       |
| 11-6-2016                                                             | Marsiglia                                                             | Inghilterra                                                           | 1 – 1                                                                 | Russia                                                                | Euro 2016 - 1º turno                                                  | -                                                                     |                                                                       |
| 15-6-2016                                                             | Lilla                                                                 | Russia                                                                | 1 – 2                                                                 | Slovacchia                                                            | Euro 2016 - 1º turno                                                  | -                                                                     |                                                                       |
| 20-6-2016                                                             | Tolosa                                                                | Galles                                                                | 3 – 0                                                                 | Russia                                                                | Euro 2016 - 1º turno                                                  | -                                                                     |                                                                       |
| 30-5-2018                                                             | Innsbruck                                                             | Austria                                                               | 1 – 0                                                                 | Russia                                                                | Amichevole                                                            | -                                                                     |                                                                       |
| 5-6-2018                                                              | Mosca                                                                 | Russia                                                                | 1 – 1                                                                 | Turchia                                                               | Amichevole                                                            | -                                                                     |                                                                       |
| 14-6-2018                                                             | Mosca                                                                 | Russia                                                                | 5 – 0                                                                 | Arabia Saudita                                                        | Mondiali 2018 - 1º turno                                              | -                                                                     |                                                                       |
| 19-6-2018                                                             | San Pietroburgo                                                       | Russia                                                                | 3 – 1                                                                 | Egitto                                                                | Mondiali 2018 - 1º turno                                              | -                                                                     |                                                                       |
| 25-6-2018                                                             | Samara                                                                | Uruguay                                                               | 3 – 0                                                                 | Russia                                                                | Mondiali 2018 - 1º turno                                              | -                                                                     |                                                                       |
| 1-7-2018                                                              | Mosca                                                                 | Spagna                                                                | 1 – 1 dts (3 – 4 dtr)                                                 | Russia                                                                | Mondiali 2018 - Ottavi di finale                                      | -                                                                     |                                                                       |
| 7-7-2018                                                              | Soči                                                                  | Russia                                                                | 2 – 2 dts (3 – 4 dtr)                                                 | Croazia                                                               | Mondiali 2018 - Quarti di finale                                      | -                                                                     |                                                                       |
| Totale                                                                |                                                                       | Presenze (1º posto)                                                   | 127                                                                   |                                                                       | Reti                                                                  | 8                                                                     |                                                                       |

## Palmarès

### Club

#### Competizioni nazionali
- Campionato russo: 7

Lokomotiv Mosca: 2002
CSKA Mosca: 2003, 2005, 2006, 2012-2013, 2013-2014, 2015-2016
- Supercoppa di Russia: 8

Lokomotiv Mosca: 2003
CSKA Mosca: 2004, 2006, 2007, 2009, 2013, 2014, 2018
- Coppa di Russia: 6

CSKA Mosca: 2004-2005, 2005-2006, 2007-2008, 2008-2009, 2010-2011, 2012-2013

#### Competizioni internazionali
- Coppa UEFA: 1

CSKA Mosca: 2004-2005